# Placas de identificação de veículos no Brasil

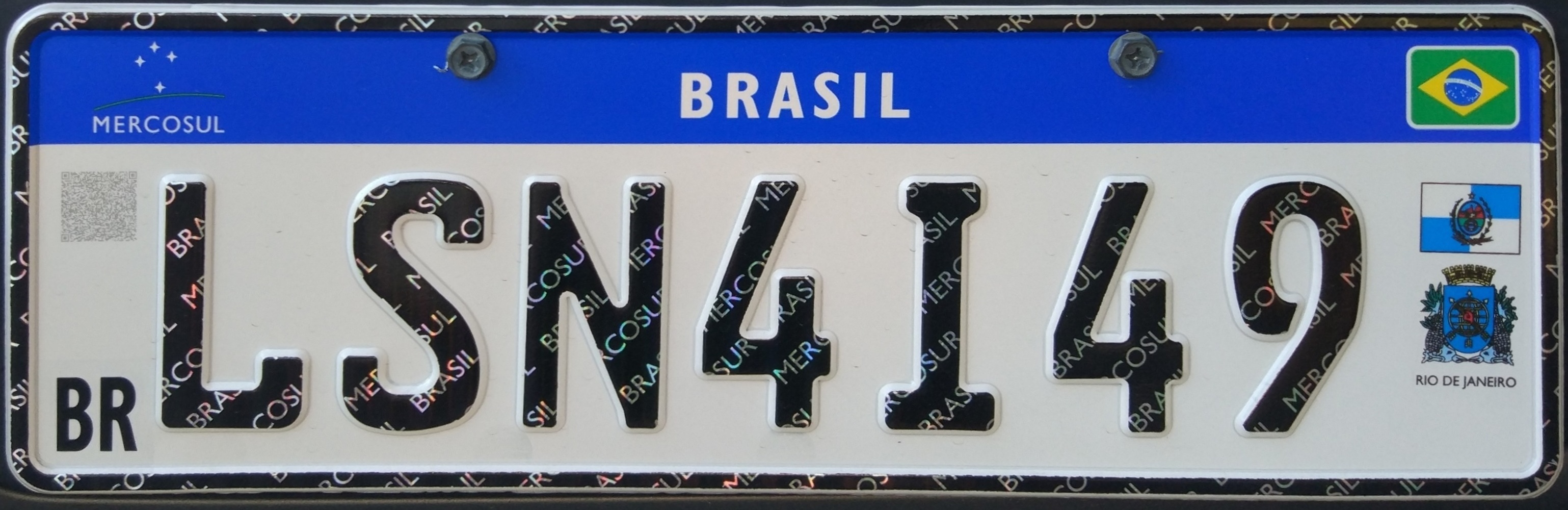
Placa dianteira de veículo registrado no município do Rio de Janeiro, RJ, no modelo emitido entre setembro e novembro de 2018. As bandeiras estaduais e os brasões municipais deixaram de ser estampados em novos emplacamentos a partir de novembro de 2018, conforme o artigo 4.º da Resolução 748 do Contran.

As placas de identificação de veículos no Brasil são emitidas pelos Departamentos Estaduais de Trânsito (DETRAN) de cada estado e do Distrito Federal, seguindo um sistema alfanumérico comum a todo o país.
Desde setembro de 2018 coexistem dois sistemas alfanuméricos: o atual, com quatro letras e três números, no formato ABC1D23, oficialmente denominado Placa de Identificação Veicular ou por sua sigla "PIV", também conhecido como "padrão Mercosul", por seguir a diretiva e ostentar o emblema do bloco econômico, conforme as regras da Resolução 780 de 2019. e o anterior, não mais emitido, mas ainda válido, com três letras e quatro números, no formato ABC·1234, que iniciou-se em 1990 e que seguia a Resolução 231 de 2007 do Denatran.
Os dois sistemas utilizam a base do RENAVAM (Registro Nacional de Veículos Automotores), criado através do Decreto-Lei N.º 237 de 23 de fevereiro de 1967, e implantado de maneira gradativa, com o estado do Paraná sendo o primeiro a implantá-lo em 1990 e o Amapá, o último, em 1998.

## História
Desde 1901, houve vários sistemas de emplacamento no Brasil: de 1901 a 1941 os sistemas de licenciamento e emplacamento eram de competência municipal. De 1901 a 1915, não havia indicação de município e não havia padronização no material, nem nas cores dos caracteres das placas, uma vez que estas - sempre com fundo preto - eram feitas a mando dos proprietários. De 1915 a 1941, o sistema passou a indicar se o veículo era particular (quando se usava a letra P) ou de aluguel (com a letra A)
Em 1941, o sistema, ainda totalmente numérico, indo de um a sete caracteres agrupados de dois em dois (nos formatos 1, 12, 1·23, 12·34, 1·23·45, 12·34·56 e 1·23·45·67), passa a ser de competência dos estados e do Distrito Federal, com placas pertencentes ao proprietário e não ao veículo, como nos sistemas anteriores. Em 1969, o sistema passa a ser alfanumérico, nos formatos AB1234 para veículos em geral e AB123 para motocicletas. Nele, as placas voltaram a ser pertencentes ao veículo, tal como ocorre até a atualidade, mas cada um dos estados, dos territórios e o Distrito Federal mantinham bases próprias, de modo que era possível que uma dada combinação alfanumérica existisse em várias localidades, ou que a placa de veículo AB0123 fosse confundida pelos sistemas computadorizados com a placa de motocicleta AB123, situações que foram extintas com adoção da base RENAVAM, que é nacionalizada e na qual um veículo permanece com a mesma combinação, salvo exceções, do primeiro emplacamento à baixa. As placas com duas letras deixaram de ter validade com a Resolução 99/1999, que facultou aos Detrans a possibilidade de estabelecer calendários próprios para a substituição das placas, dentro da data limite de 31 de dezembro de 1999. As limitações técnicas do sistema com duas letras e quatro números levaram à implantação, a partir de 1990, de um novo sistema de identificação dos veículos com o acréscimo de uma letra ou de uma letra e um dígito (passando do formato AB123 para motocicletas e AB1234 para ABC·1234 em todos os veículos), além de outras modificações, sendo a mais perceptível delas, a mudança da cor do fundo das placas de veículos particulares do amarelo para o cinza. A nova formatação adotada foi a ABC·1234 com um hífen ou ponto entre as letras e os números. Acima da combinação passou a haver uma tarjeta metálica com a sigla da unidade federativa e o nome do município onde o veículo está registrado (UF-Município), devendo esta ser substituída quando o veículo fosse transferido de município sem que houvesse a necessidade de se trocar toda a placa, como acontecia até então. Este procedimento era feito rompendo-se o lacre de segurança (de plástico ou chumbo) e efetuando-se a troca por novo lacre. Esse lacre era a garantia no sistema de que a placa pertencia ao veículo e não podia estar rompido, nem o arame que o liga ao veículo, sob pena de infração gravíssima e apreensão do veículo. A criação de um cadastro nacional unificado de veículos, denominado RENAVAM (Registro Nacional de Veículos Automotores), permitiu a criação desse novo sistema, uma vez que a quantidade máxima de combinações passou a ser de 175.742.424 (26 X 26 X 26 X 9.999, uma vez que as placas com final 0000 não eram utilizadas, assim como o equivalente no sistema atual - 0A00 - também não o é): em 2015 a previsão era que o sistema durasse apenas mais dez anos.
Em comum com o sistema atual, a combinação alfanumérica única atribuída a um veículo passou a não poder mais ser transferida, substituída nem reaproveitada, mesmo após o sucateamento, A exceção é no caso dos veículos "clonados" ou "dublês", que tiveram copiadas a placa veicular e/ou os dados do sistema (número Renavam, número de identificação do chassi) mediante adulteração, que segundo a Resolução 670/2017 do Denatran, podem receber nova identificação mediante processo administrativo. Este sistema, nos termos da Resolução 780/2019, continua válido e coexistindo com o atual, sem data para substituição, tendo deixado de ser utilizado em emplacamentos novos conforme as unidades federativas foram adotando o novo sistema, entre setembro de 2018 e fevereiro de 2020.
|  |  |  |  |

## Sistema alfanumérico - quatro letras e três números (padrão Mercosul, 2018–atual)

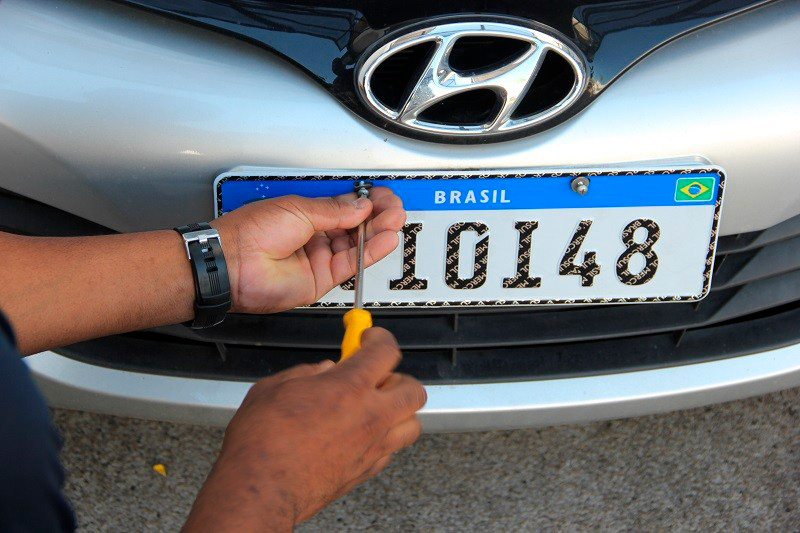
Um Hyundai HB20 sendo reemplacado com o modelo atual, denominado "padrão Mercosul". Observe-se que, no padrão anterior, o antepenúltimo caractere era o numeral 8, passando à letra I com a mudança.

Em 15 de dezembro de 2010, durante a 40ª reunião de cúpula do Mercosul — realizada em Foz do Iguaçu — foi decidida a implantação de uma placa com especificações técnicas comuns, o dístico do bloco e combinações alfanuméricas escolhidas para cada um dos países integrantes do bloco. A implantação, inicialmente prevista para ser de longo prazo, previa o uso para veículos de carga e de passageiros em 2016 e para os demais veículos em 2018. O design básico foi obra de um argentino, Nelson Sarmiento, cujo projeto, que representou o país dentre as propostas para a placa comum, foi aceito por unanimidade pelos demais integrantes do bloco.
Planejadas para 2016, adiadas para 2017 e em vigor a partir de 11 de setembro de 2018, as placas possuem novo visual, com o fundo branco e, na parte superior, o nome do país, como é o modelo Mercosul. Conforme a Resolução Contran nº 510/2014, revogada e substituída pela Resolução n° 590/2016 do Contran, as placas foram propostas para implantação com as seguintes características:
- Conjunto alfanumérico com quatro letras e três números;
- Fundo branco com a margem superior azul, contendo ao lado esquerdo o logotipo do MERCOSUL, ao lado direito a Bandeira do Brasil e ao centro o nome B R A S I L;
- Ser afixadas em primeiro plano, sem qualquer tipo de obstrução à sua visibilidade e legibilidade;
- Conter 7 (sete) caracteres alfanuméricos estampados em alto relevo, com combinação aleatória de 4 (quatro) letras e 3 (três) números, a ser fornecida e controlada pelo DENATRAN, gravadas pela técnica do estampado a quente. Segundo o Denatran, serão possíveis quase 500 milhões de combinações diferentes (26 X 26 X 26 X 26 X 999), contra as pouco mais de 175 milhões de possibilidades do atual modelo brasileiro (26 X 26 X 26 X 9999).

Embaixo da bandeira do Brasil deveriam constar, ainda, a bandeira da unidade federativa (UF) e o brasão do Município do licenciamento, bem como o respectivo nome da localidade por extenso. As tarjetas das placas do sistema anterior, que contêm a UF e o município de licenciamento e que podem ser trocadas a cada mudança de domicílio do veículo deixaram de existir com o advento do novo sistema. Posteriormente, as indicações estaduais e municipais foram eliminadas com a Resolução 748, em 2018.
Em 6 de março de 2018 o Contran baixou a Resolução n° 729 estabelecendo o sistema de placas de Identificação de Veículos no padrão disposto na Resolução Mercosul/do Grupo Mercado Comum nº 33/2014.

### Categorias

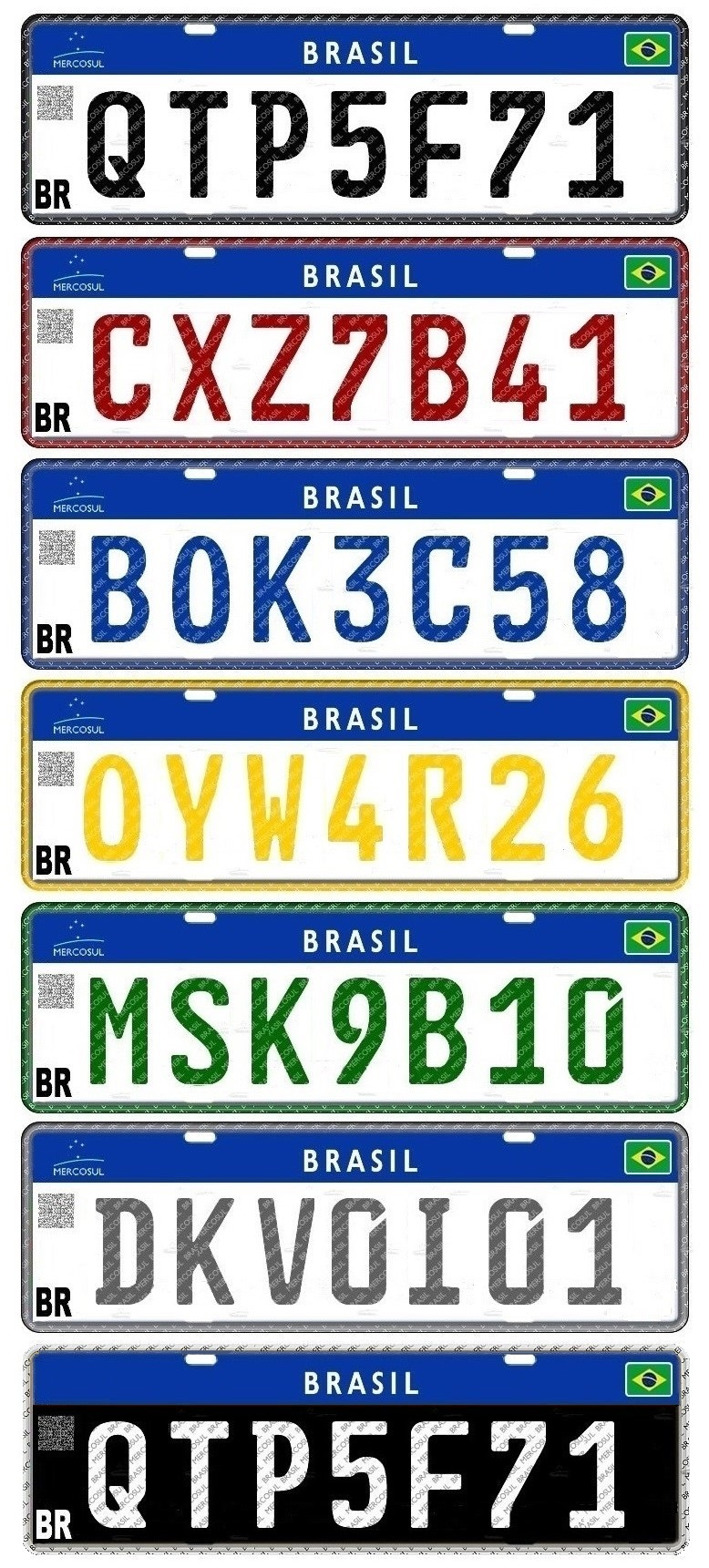
Tipos de placas brasileiras no padrão Mercosul. Note-se que o fundo, salvo o caso especial das placas de coleção, é sempre branco: a categoria é indicada pela cor dos caracteres alfanuméricos e da borda da placa.

A cor dos caracteres alfanuméricos e das bordas da placa de identificação veicular é determinada de acordo com a categoria dos veículos que, à exceção da placa de coleção de circulação restrita ao território nacional, sempre tem o fundo branco e o emblema do Mercosul no canto superior esquerdo, conforme o seguinte esquema:
| Categoria               | Exemplo |  | Cor dos Caracteres | Pantone                       | Descrição |
| ----------------------- | ------- |  | ------------------ | ----------------------------- | --- |
| Particular              | ABC1C34 |  | Preto              | —                             | Uso geral para veículos que não se enquadram nas demais categorias. |
| Comercial               | ABC1C34 |  | Vermelho           | Fórmula Sólido Brilhante 186C | Veículos que realizam transporte pago (ex.: vans, ônibus, caminhões, táxis, etc.), Aprendizagem (autoescolas e CFCs). |
| Oficial/ Representação  | ABC1C34 |  | Azul               | Fórmula Sólido Brilhante 286C | Veículos pertencentes aos órgãos da administração pública federal, estadual, distrital e municipal em nível inferior. |
| Diplomático/ Consular   | ABC1C34 |  | Dourado            | Fórmula Sólido Brilhante 130C | Missão Diplomática, Corpo Consular, Corpo Diplomático, Organismo Consular e/ou Internacional e Acordo de Cooperação Internacional. |
| Especial                | ABC1C34 |  | Verde              | Fórmula Sólido Brilhante 341C | Veículos submetidos a testes de fabricante ou mecânica responsável, para possíveis reparos e ajustes. |
| Coleção (Internacional) | ABC1C34 |  | Cinza Prata        | SwopPantoneGrey               | Veículos com mais de 30 anos de fabricação e mais de 80% de originalidade, com permissão de circulação internacional nos demais países-membros do Mercosul. |
| Coleção (Nacional)      | ABC1C34 |  | Branco             | —                             | Veículos com mais de 30 anos de fabricação e mais de 80% de originalidade Observação: diferencia-se das demais categorias por não possuir o emblema do Mercosul no canto superior esquerdo, uma vez que não obedece ao padrão de fundo branco estabelecido pela normativa do bloco. Por este motivo, este modelo tem sua circulação restrita apenas ao território nacional. |

A fonte tipográfica da combinação alfanumérica é a FE Engschrift, já adotada em diversas outros países ao redor do mundo como nas placas alemãs e uruguaias. Destacam-se, também, os diversos itens de segurança presente nas placas a partir da entrada em vigor do novo modelo, como marca d'água com o emblema do MERCOSUL, um código bidimensional, de 13 dígitos, ondas sinusoidais (que deixaram de ser usadas com a resolução 780/2019), gravadas na construção das películas refletivas além da previsão para uso de chip com tecnologia que permita a identificação do veículo ao qual estão atreladas dispensando a utilização do lacre. A nova placa no padrão do Mercosul já incorpora alguns elementos de segurança que são adotados no mundo inteiro. Esses dispositivos de segurança visam coibir as possíveis clonagens de veículos, que no sistema anterior não tinham um controle rigoroso desse processo.

### Tamanho
Conforme estabelecido pelo item 2.1.1 do Anexo I da Resolução 969/2022), existem dois tamanhos estabelecidos para as placas brasileiras:
| Utilização                                                                | Altura | Comprimento |
| ------------------------------------------------------------------------- | ------ | ----------- |
| Motocicletas Motonetas Ciclomotores Cicloelétricos Triciclos Quadriciclos | 170 mm | 200 mm      |
| Demais veículos                                                           | 130 mm | 400 mm      |

Entretanto, o item 2.1.2 estabelece uma exceção à regra, abrindo a possibilidade de redução em até 15% caso a placa não caiba no receptáculo do veículo. Essa redução não implica a perda das demais características presentes na placa; isto é, as proporções entre os espaços a altura dos caracteres devem ser mantidos, podendo ser alterada a posição do código QR e do signo distintivo internacional BR. Assim, paralelamente às placas normais, com as dimensões estabelecidas pelas legislações nacional e do Mercosul, surgiram duas modalidades de placas: a "reduzida" e a "mini", na qual a placa reduzida, como diz o nome, teve redução da comprimento em 15% mas preservando a altura, ao passo que a placa mini teve reduções do comprimento e da altura em 15%, conforme a tabela abaixo:
| Utilização                     | Altura | Comprimento |
| ------------------------------ | ------ | ----------- |
| Placa normal (Demais veículos) | 130 mm | 400 mm      |
| Placa reduzida                 | 130 mm | 340 mm      |
| Placa mini                     | 110 mm | 340 mm      |

Ao contrário do que se crê e parte da mídia informa, não houve aumento do tamanho das placas de motocicletas quando da implantação do dito "padrão Mercosul", uma vez que o tamanho anterior, 136 mm de altura por 187 mm de comprimento, estabelecido pela última vez pela Resolução 231/2007, remontava ao texto de legislações anteriores, entre elas as Resoluções 45/1998 e 754/1991. Factualmente, o aumento no tamanho das placas de motocicletas e congêneres ocorreu através da Resolução 372/2011, que em seu artigo 3º estabelecia que o tamanho dessa modalidade da placas passaria a ter 170 mm de altura por 200 mm de comprimento para veículos emplacados ou reemplacados a partir de 1.º de janeiro de 2012; isto é, mais de seis anos antes da implantação do atual sistema.

### Conversão
Diferentemente de outras mudanças de sistemas de emplacamento, na mudança para o sistema Mercosul os veículos já emplacados no sistema anterior mantêm as combinações anteriores de letras, trocando o segundo dígito por uma letra conforme a tabela abaixo, estabelecida pela Resolução Contran 741/2018:
| Segundo dígito da placa (formato ABC·1234) | Quarta letra da placa Mercosul (formato ABC1C34) |
| ------------------------------------------ | ------------------------------------------------ |
| 0                                          | A                                                |
| 1                                          | B                                                |
| 2                                          | C                                                |
| 3                                          | D                                                |
| 4                                          | E                                                |
| 5                                          | F                                                |
| 6                                          | G                                                |
| 7                                          | H                                                |
| 8                                          | I                                                |
| 9                                          | J                                                |

Assim sendo, um veículo cuja placa anterior era, por exemplo, ABC•1234, considerando-se que o segundo dígito neste caso é 2 e neste caso passará à letra C, terá como equivalente na placa Mercosul ABC1C34. O objetivo de garantir a possibilidade dessa correspondência é permitir a conversão dos emplacamentos e a coexistência entre os dois sistemas.

### Legislação

#### Resoluções
| Resolução Contran | Data                   | Descrição |
| ----------------- | ---------------------- | --- |
| 510/2014          | 27 de novembro de 2014 | Primeiro estabelecimento do sistema de placas Mercosul: *Início obrigatório da implantação das placas Mercosul: 1 de janeiro de 2016 (1º prazo) *Combinação de quatro letras e três dígitos, aleatória. |
| 590/2016          | 24 de maio de 2016     | Segundo estabelecimento do sistema de placas Mercosul: Revogação da resolução 510/2014: *Início da implantação para veículos novos e reemplacamentos: 1 de janeiro de 2017 *Retirada da faixa holográfica vertical inicialmente prevista para uso na parte esquerda das placas; *Data-limite para implantação em todos os veículos: 31 de dezembro de 2020 |
| 620/2016          | 6 de setembro de 2016  | Alteração da Resolução 590/2016: *Implantação de novo cronograma, cujo início dependia da criação de um sistema comum de intercâmbio de informações; *Implantação obrigatória em todos os veículos em quatro anos após essa data. |
| 729/2018          | 6 de março de 2018     | Terceiro estabelecimento do sistema de placas Mercosul: Revogação das resoluções 590/2016 e 620/2016: *Estabelecer sistema de placas Mercosul: **Último caractere obrigatoriamente numeral **Implantação do sistema em todos os estados e no Distrito Federal até 1 de setembro de 2018 (2º prazo); **Implantação obrigatória em todos os veículos até 31 de dezembro de 2023 |
| 733/2018          | 10 de maio de 2018     | Alteração da resolução 729/2018: *Estabelecer regras para os fabricantes de placas em todo o processo de produção destas; *Estabelecimento de nova data - 1 de dezembro de 2018 - como a data-limite de implantação do novo sistema em todos os estados e no Distrito Federal (3º prazo). |
| 741/2018          | 17 de setembro de 2018 | Alteração da resolução 729/2018: *Alteração de regras para uso de chip com vistas ao futuro estabelecimento do SINIAV (Sistema de Identificação Automática de Veículos); *Acréscimo do Anexo III à Resolução 729/2018, fixando o formato de placa — LLLNLNN, onde L é letra e N é número) e estabelecendo que durante o período de transição do sistema anterior para o sistema Mercosul, somente as letras de A a J serão utilizadas, conforme tabela, de forma a permitir a conversão dos emplacamentos e a coexistência dos sistemas. |
| 745/2018          | 24 de novembro de 2018 | Alteração da Resolução 741/2018, referendando a Deliberação 175/2018: *Autoriza a redução das dimensões de largura das placas em até 15% (isto é, de 400 mm para 340 mm), caso estas não caibam nos receptáculos; *Veículos oficiais dos municípios devem ostentar bandeira do estado e podem ter o brasão ou a bandeira municipal; *O brasão ou a bandeira municipal devem ter diâmetro de no máximo 26 mm e inscrição com o nome do município na fonte tipográfica Gill Sans *Alteração do design previsto nas figuras I e II do Anexo I da Resolução 729. |
| 748/2018          | 30 de novembro de 2018 | Revogação da Resolução 745/2018: *Ratificação da possibilidade de redução da largura em 15% caso esta não caiba no receptáculo, mediante justificativa, com a preservação do indicativo BR e do Código QR *Introdução de cronograma pelo qual os estados e o Distrito Federal devem implantar as placas em várias data: 3, 10, 17, 24, 31 de dezembro de 2018; *Eliminação da presença de bandeiras estaduais e brasões de municípios. *Dispensa da necessidade de substituição das placas Mercosul já produzidas até a data da resolução (isto é, com bandeiras de estados e brasões de municípios). |
| 770/2018          | 20 de dezembro de 2018 | Alteração da Resolução 729/2018: *Adiamento da data-limite da implantação do sistema das placas Mercosul para 30 de junho de 2019 (4º prazo); *Previsão da possibilidade de alterações posteriores, caso não haja integração entre os sistemas estaduais e o sistema nacional. |
| 780/2019          | 28 de junho de 2019    | Quarto estabelecimento do sistema de placas Mercosul: Revogação das Resoluções 729, 733, 741, 748 e 770/2018: *Adiamento da data-limite da implantação do sistema das placas Mercosul em todas as unidades federativas para 30 de janeiro de 2020 (5º prazo); *Os veículos que circulam com placas no sistema anterior não estarão mais obrigados a substituí-las em determinado prazo, tornando facultativa a adesão ao novo sistema fora das situações que exijam troca de placas; *O credenciamento dos fabricantes continuará a cargo do Departamento Nacional de Trânsito (Denatran) e o credenciamento dos emplacadores passará à responsabilidade dos Departamentos de Trânsito estaduais (Detran); *Mudanças em detalhes técnicos das placas, no que se refere à retirada de detalhes retrorrefletivos dos caracteres e das ondas sinusoidais; *Introdução das novas regras com entrada em vigor em 60 dias, para os estados que já aplicam as novas regras; *Adesão ao novo padrão é obrigatória somente para veículos novos, transferências de município ou de estado e município, dano ou furto às placas existentes, ficando desobrigada a troca para transferências dentro do mesmo município. |
| 887/2021          | 22 de dezembro de 2021 | Alteração da Resolução 780/2019: *Os veículos de coleção podem ser identificados com placa específica para uso restrito ao território nacional *Veículos de coleção de uso restrito ao território nacional adotarão o fundo na cor preta, sem retrorrefletividade. |
| 969/2022          | 20 de junho de 2022    | Quinto estabelecimento do sistema de placas Mercosul: Revogação das Resoluções 887/2021 e 780/2019 *Consolidação das mudanças realizadas nas resoluções acima indicadas, especialmente no que se refere às duas versões da placa de colecionador; *Introdução de seção específica para requisitos das placas de representação de autoridades, com dimensões distintas das placas regulares (35 cm de largura x 16 cm de altura). |

#### Deliberações
| Deliberação Contran | Data                  | Descrição |
| ------------------- | --------------------- | --- |
| 169/2018            | 22 de março de 2018   | Suspendeu a vigência da Resolução 729/2018 por 60 dias. |
| 173/2018            | 18 de outubro de 2018 | Suspendeu a vigência das Resoluções 729 e 733/2018. |
| 174/2018            | 29 de outubro de 2018 | Restabeleceu a vigência das Resoluções 729 e 733/2018. |
| 175/2018            | 30 de outubro de 2018 | *Autoriza a redução das dimensões de largura das placas em até 15% (isto é, de 400 mm para 340 mm), caso estas não caibam nos receptáculos; *Veículos oficiais dos municípios devem ostentar bandeira do estado e podem ter o brasão ou a bandeira municipal; *O brasão ou a bandeira municipal devem ter diâmetro de no máximo 26 mm e inscrição com o nome do município na fonte tipográfica Gill Sans.                                                                                              |
| 176/2019            | 4 de novembro de 2019 | Restabeleceu a vigência de determinados artigos das Resoluções 231/2007, 241/2007, 286/2008 e 372/2011 através da repristinação dessas normas, de modo a garantir a validade dos emplacamentos realizados nos Detrans das unidades federativas que ainda não aderiram ao padrão Mercosul, nos termos e no prazo-limite estabelecido pela Resolução 780/2019 e convalidando os emplacamentos no padrão antigo realizados no período entre a revogação das normas e o estabelecimento desta deliberação. |
| 183/2020            | 31 de janeiro de 2020 | Dentre outras medidas, estabeleceu prazos para resposta por parte do Denatran aos fabricantes das placas, no que se refere à viabilidade do pedido para credenciamento. |
| 183/2020            | 19 de março de 2020   | Determinou a interrupção de prazos em variados procedimentos, dentre eles os referentes a licenciamento e emplacamento de veículos novos e expedição de documentos referentes à transferência de veículos em função da pandemia de COVID-19. |

#### Portarias
| Portaria Contran | Data                 | Descrição |
| ---------------- | -------------------- | --- |
| 3679/2019        | 19 de agosto de 2019 | *Estabeleceu procedimento de transição para o modelo de placas Mercosul, no caso de veículos já emplacados no novo padrão e que são transferidos para unidades federativas que ainda não aderiram a ele; *Os documentos (CRV e CRLV) conterão no campo "placa" a indicação do sistema anterior (como, por exemplo, ABC1234), mas com o campo "observações" com informação indicando a placa efetivamente usada pelo veículo, no exemplo: OSTENTA ABC1C34; *Quando da adoção do novo sistema de placas em todo o país, o que ocorreu em fevereiro de 2020, o Detran que registrou o veículo deverá emitir novos documentos retirando a observação anterior e retificar o campo de placa para a combinação alfanumérica efetivamente usada pelo veículo. |

### Implantação

#### Início do uso por estado
| Data da implantação     | Unidades federativas                                                                    |
| ----------------------- | --------------------------------------------------------------------------------------- |
| 11 de setembro de 2018  | Rio de Janeiro                                                                          |
| 10 de dezembro de 2018  | Amazonas Espírito Santo                                                                 |
| 14 de dezembro de 2018  | Rio Grande do Norte                                                                     |
| 17 de dezembro de 2018  | Paraná                                                                                  |
| 18 de dezembro de 2018  | Rio Grande do Sul                                                                       |
| 26 de dezembro de 2018  | Bahia                                                                                   |
| 3 de setembro de 2019   | Piauí                                                                                   |
| 11 de novembro de 2019  | Paraíba                                                                                 |
| 2 de dezembro de 2019   | Rondônia                                                                                |
| 20 de janeiro de 2020   | Acre                                                                                    |
| 31 de janeiro de 2020   | Amapá Roraima São Paulo                                                                 |
| 3 de fevereiro de 2020  | Ceará Distrito Federal Goiás Maranhão Mato Grosso do Sul Pará Pernambuco Santa Catarina |
| 17 de fevereiro de 2020 | Alagoas Mato Grosso Sergipe                                                             |
| 18 de fevereiro de 2020 | Minas Gerais Tocantins                                                                  |

#### Histórico

##### 2018
O Rio de Janeiro foi o primeiro estado do país a utilizar o modelo de placa do Mercosul no Brasil. A partir de 11 de setembro de 2018, os motoristas já podiam fazer a troca, que não era obrigatória para todos os veículos. O novo modelo possui um Código QR que identifica os dados de confecção, desde a identificação do fornecedor até o número, data e ano e modelo de fabricação do carro. A polícia pode saber instantaneamente se o veículo foi clonado ou não. O valor de nova placa era o mesmo do modelo antigo (R$ 219,35). A título de homenagem, as primeiras placas emitidas para veículos novos no Rio de Janeiro tiveram a combinação das três primeiras letras formando a palavra RIO
Em 10 de outubro de 2018, a adoção do sistema foi suspensa em decisão liminar de uma desembargadora do Tribunal Regional Federal da 1ª Região, a pedido de uma associação de fabricantes de placas de Santa Catarina. As motivações para a decisão incluíram a questão administrativa da emissão e a ausência de um sistema de informações integrado. Em 24 de outubro de 2018, o Contran suspendeu a implantação das placas Mercosul, acatando a decisão liminar, mas recorrendo desta ao alegar prejuízos e questões de mérito. No entanto, em 26 de outubro, após recurso da Advocacia-Geral da União, o presidente do Superior Tribunal de Justiça suspendeu a liminar concedida, autorizando o emplacamento no padrão Mercosul até o trânsito em julgado da decisão da ação pública que questiona a implantação, uma vez que o avanço da implantação tornava impossível o retorno ao status anterior à implantação.
Em novembro de 2018, o presidente eleito Jair Bolsonaro declarou se opor à implantação das placas no padrão Mercosul, informando que teria solicitado um estudo mais acurado para interromper esse processo, caso não fosse demovido disto. Bolsonaro alega para isto custos adicionais aos proprietários e o interesse de governos sul-americanos em prol da "grande pátria bolivariana".
Em 28 de novembro de 2018, o Ministério das Cidades informou que as placas no padrão Mercosul dali em diante não mais teriam as bandeiras de estados e os brasões municipais, inovação ausente na proposta original do Mercosul, com o objetivo de evitar despesas extras quando o veículo mudasse de município e/ou de estado, uma vez que a placa teria que ser trocada inteira  não mais somente a plaqueta como era antes, após questionamentos do Observatório Nacional de Segurança Viária.
Em 18 de dezembro de 2018, seis estados (Rio de Janeiro, Amazonas, Espírito Santo, Rio Grande do Norte, Paraná e Rio Grande do Sul) já estavam emplacando os veículos no padrão Mercosul, embora alguns outros estivessem enfrentando dificuldades para iniciar a implantação, sejam elas administrativas, técnicas ou judiciais. Após três adiamentos, em 26 de dezembro, a Bahia começou a emitir as placas no padrão Mercosul.
A Resolução 748/2018 havia estabelecido um cronograma para a implantação das novas placas. Com exceção do Rio de Janeiro, que iniciara o emplacamento no padrão Mercosul em setembro de 2018, os demais estados e o Distrito Federal estavam previstos para ter implantado o novo sistema nas seguintes datas:
- 10 de dezembro: somente Amazonas e Espírito Santo implantaram; Goiás, Pernambuco e Rondônia não implantaram;
- 17 de dezembro: Bahia, Rio Grande do Norte e Rio Grande do Sul implantaram;
- 24 de dezembro: somente o Paraná implantou; os demais (Acre, Alagoas, Maranhão e Piauí) não implantaram;
- 31 de dezembro: dentre todos os previstos (Amapá, Ceará, Distrito Federal, Mato Grosso, Mato Grosso do Sul, Minas Gerais, Pará, Paraíba, Roraima, Santa Catarina, São Paulo, Sergipe e Tocantins) nenhum implantou.

No entanto, dada a inviabilidade de implantação e do descumprimento das datas estabelecidas por muitos dos Detrans e considerando-se que houve numerosas dificuldades técnicas, tais como a implantação da nova base de dados e da conexão desta com a base comum, assim como as dificuldades de contratação e credenciamento dos estampadores e emplacadores que realizariam o serviço, tanto do ponto de vista administrativo, quanto judicial, isto quando simplesmente nem sequer implantaram - após o Rio de Janeiro, somente mais seis de um total de 27 unidades federativas brasileiras haviam implantado as placas Mercosul até o final de 2018, fez com que em 28 de dezembro fosse publicada a Resolução 770, que adiou mais uma vez a data da implantação, desta vez para 30 de junho de 2019.

##### 2019
Em meados de fevereiro de 2019, quase um milhão de veículos já haviam sido emplacados no novo padrão - ou mais precisamente 959.714.
Em março, o presidente Jair Bolsonaro anunciou pretender a anulação do novo sistema de placas, considerando-o "um constrangimento, uma despesa a mais". No entanto, dada a inviabilidade da proposta do presidente, o Denatran realizou um estudo técnico com propostas para resolver os problemas do novo sistema, concluído em maio, enviando-o aos Detrans de todo o país para análise.
Em 28 de junho, o Conselho Nacional de Trânsito (Contran) editou nova resolução, a de número 780, de 26 de junho de 2019, publicada no Diário Oficial da União de 28 de junho de 2019, que pretendeu baratear os custos com o emplacamento dos veículos e aumentar a segurança das placas, dificultando a clonagem e falsificação. De acordo o documento, o novo modelo de Placas de Identificação Veicular (PIV) passou a ser exigido apenas para veículos novos ou, no caso dos veículos em circulação, quando houvesse mudança de município, ou ainda se a placa for furtada ou danificada, revogando a Resolução 729/2018, que havia estabelecido a implantação de placas no padrão Mercosul em todo o território nacional até o dia 30 de junho de 2019 e que também previa a troca em quaisquer casos de transferências. Naquele momento, a combinação de placas Mercosul para veículos, com cerca de dois milhões de emplacamentos, estava presente em apenas sete estados brasileiros, sendo eles: Amazonas, Bahia, Espírito Santo, Paraná, Rio de Janeiro, Rio Grande do Norte e Rio Grande do Sul, uma vez que os demais estados estavam aguardando as definições do Contran para darem início à implantação. Com a resolução 780, eles ganharam novo prazo: até o dia 31 de janeiro de 2020 terão de se adaptar ao novo padrão.
Em 19 de agosto, o Denatran baixou a Portaria 3679/2019 para regular uma questão do período de transição, que é a transferência de veículos já emplacados no padrão Mercosul mas que estão sendo transferidos para estados que ainda não aderiram ao novo sistema, através da anotação no campo de observação dos documentos do veículo com a combinação alfanumérica realmente usada, devendo ser emitidos novos documentos quando da adoção do novo sistema. Os Detrans de Santa Catarina e Sergipe aderiram à prática em 27 de agosto.
Em setembro, após mais de oito meses sem novos ingressos de outras unidades federativas no novo sistema, o Piauí adotou a placa Mercosul, quando dois milhões de veículos já haviam sido emplacados com esse padrão em todo o país. Em 11 de novembro, a Paraíba ingressou no novo sistema de emplacamento, após uma suspensão que vigeu desde o princípio do mês. Em 2 de dezembro, Rondônia foi o último estado a iniciar o emplacamento Mercosul ainda em 2019.

##### 2020
O Acre foi o primeiro estado a aderir ao novo sistema no ano de 2020, após dois adiamentos: um em 2018 e outro em 2019. Em 31 de janeiro, foi encerrado o prazo para que todas as unidades federativas concluíssem os processos de implementação da placa Mercosul, seguindo a resolução 780 de 2019 do Contran, muito embora alguns Detrans, como o de Alagoas, tenham solicitado prorrogação do prazo para além da data estipulada pelo Denatran. Nesse mesmo dia, os estados do Amapá, de Roraima e de São Paulo iniciaram o emplacamento no novo sistema. A segunda-feira, 3 de fevereiro, primeiro dia útil após o término da data estabelecida pela Resolução 780, foi o dia que teve a  maior quantidade de unidades federativas a iniciar o emplacamento no padrão Mercosul: sete estados (Ceará, Goiás, Maranhão, Mato Grosso do Sul, Pará, Pernambuco, Santa Catarina) e o Distrito Federal.
No entanto, chegada a data e encerrado o prazo previsto na Resolução 780/2019, os Detrans de cinco estados (Alagoas, Mato Grosso, Minas Gerais, Sergipe e Tocantins) informaram através de ofícios encaminhados ao Denatran a existência de entraves sistêmicos, tais como falhas na implantação no sistema e/ou atraso no credenciamento dos emplacadores, que impediram a implantação do novo sistema. O Denatran concedeu novo prazo, desta vez impreterível, até 17 de fevereiro.
Em 6 de fevereiro, uma associação de fabricantes de placas entrou com ação no Supremo Tribunal Federal questionando a legitimidade e a legalidade constitucional do processo de credenciamento de estampadores e fabricantes, estabelecido pelo artigo 10 da Resolução 780/2019. Na data final para a implantação, 17 de fevereiro, Alagoas, Mato Grosso e Sergipe iniciaram o emplacamento no novo padrão. Em 18 de fevereiro, um dia após a data final determinada pelo Denatran, Minas Gerais e Tocantins iniciaram a implantação, não sem problemas: em Tocantins, somente uma empresa se encontrava credenciada no primeiro dia de implantação e em Minas Gerais, o sistema do Detran apresentou problemas na transição durante o dia 17 de fevereiro, o que levou à suspensão e o seu restabelecimento somente após o meio-dia do dia seguinte. Com estes dois estados, o padrão alfanumérico com quatro letras e três números passou a valer em todo o país.
Em outubro, chegou-se à marca de 14 milhões de veículos já emplacados no novo sistema: deles, 5,8 milhões estão na Região Sul, 5 milhões na Região Sudeste e 2 milhões na Região Nordeste.

##### 2021
Em fevereiro, o deputado José Airton Félix Cirilo (PT-CE) propôs, através do Projeto de Lei 279/21, o restabelecimento das identificações de município e estado nas placas, além do lacre na placa traseira, medidas que podem encarecer as placas na confecção e com a necessidade de troca a cada transferência de estado/município.
Em dezembro, a Resolução 887/21 foi aprovada pelo Contran, implementando a placa de coleção com fundo preto, letra e bordas na cor branca, para uso restrito ao território nacional; para viajar pelos demais países do Mercosul é preciso ter a placa padrão estabelecida pelo bloco, com fundo branco, letra e bordas na cor cinza prata.

##### 2023
Em julho, foi apresentado no Senado Federal o Projeto de Lei 3214/2023, que propõe a reintrodução da identificação do município e o do estado de registro do veículo nas placas, tal como ocorria até novembro de 2018. O autor da proposição, senador Esperidião Amin (PP-SC), considera a importância dessas identificações para as autoridades de trânsito e de segurança pública identificarem autores de infrações e crimes.

### Críticas e controvérsias
As principais críticas e controvérsias causadas pelo sistema são as seguintes:
- Adesivo ou parafuso?: no Rio Grande do Norte, um dos primeiros estados a aderir às placas Mercosul, ainda em 2018,[53] teve lugar uma polêmica na qual algumas cidades não estavam parafusando as novas placas, como é o costume, mas sim usando adesivos dupla face.[106]
- Ausência de indicação municipal e estadual: no final de julho de 2019, a prefeitura do município de Liberato Salzano, no Rio Grande do Sul, alegando insegurança em função de as placas Mercosul não possuírem qualquer indicativo de município/estado de origem, passou a distribuir gratuitamente aos motoristas de veículos registrados no município adesivos com a bandeira municipal e a inscrição Liberato Salzano - RS para serem colados na traseira dos veículos, facilitando assim a identificação dos veículos pertencentes aos locais, distinguindo-os dos de forasteiros;[107] Note-se que a ideia de uma placa nacional, sem identificação de estado ou município, é muito anterior às placas Mercosul: já em 1986 havia essa proposta em meio a outras medidas para aumentar a segurança do sistema da época, ainda não nacionalizado e informatizado.[108]
- Ausência de sistema integrado: até outubro de 2018, não foi implantado o sistema integrado de informações entre os países membros do Mercosul, alegado como uma das justificativas para sua implantação.[109]
- Credenciamento de fabricantes e estampadores: estabelecido pelo artigo 10 da Resolução 780/2019,[2] o processo de credenciamento, no qual os interessados em realizar determinado serviço habilitam-se perante o Poder Público se atenderem a requisitos pré-estabelecidos, foi estabelecido pelo governo federal alegadamente como forma garantir a livre concorrência e diminuir os preços; no entanto, em fevereiro de 2020, uma associação de fabricantes de placas entrou com ação para discutir a legalidade desse sistema.[100][110]
- Custo das placas aos motoristas: embora se tenha dito originalmente que as placas Mercosul seriam mais baratas que as anteriores, estas chegaram ao Rio de Janeiro custando o mesmo valor e bem mais caras que na Argentina.[111] No Paraná, as placas no novo padrão também chegaram custando mais caro que as anteriores, com grandes variações de um município para outro.[112]
- Erros na implantação: a implantação causou problemas em lugares onde o padrão ainda não foi implantado - no estado de São Paulo em outubro de 2018, veículos com placas Mercosul não podiam ser multados, uma vez que o sistema não era reconhecido pelos talonários e não tinham as placas reconhecidas por sistemas eletrônicos de estacionamento.[113]
- Formação de cartel: o novo sistema de emplacamento, no qual os DETRAN credenciam os estampadores, levou à suspeita da formação de cartel (quando há preços combinados) ou margem de lucro excessiva,[114]  por parte do Procon do Mato Grosso do Sul.[115]
- Lacre na placa traseira: inicialmente, o sistema de placas Mercosul também trazia o uso de lacre de segurança nas placas traseiras, tal como ocorria nos sistemas anteriores, especialmente porque havia a tarjeta a ser unida à placa;[116] no entanto, considerando que já existe na placa o código QR, além da implantação planejada do chip - denominado SINIAV, Sistema Nacional de Identificação de Veículos Automotores[117] - o lacre foi considerado desnecessário pelo DETRAN-RJ, causando mais um imbróglio no tocante ao pagamento da taxa para sua instalação.[118]
- Placa preta: as placas para veículos de coleção, conhecidas como "placas pretas" em função do fundo preto e caracteres na cor cinza, o oposto das placas particulares vigentes na época, foram criadas pela Resolução 56/1998[119] para veículos com mais de 20 anos de fabricação e alto grau de originalidade; em 2001, a Resolução 127 alterou a idade mínima para 30 anos.[120] Ao longo dos anos tornou-se um item de prestígio, a valorizar o veículo;[121] no entanto, com a criação do padrão Mercosul exigiu-se que todas as placas tivessem o fundo branco, o que fez as placas de veículos de coleção terem caracteres na cor cinza e serem difíceis de distinguir dos demais veículos,[122] causando grande rejeição ao novo padrão entre os proprietários atuais e potenciais de veículos de coleção. Tal questão foi resolvida após consulta e mobilização de associações, com a instituição de um modelo de placas alternativo, sem o emblema do Mercosul, fundo preto e caracteres e borda na cor branca, através da Resolução 887, no final de 2021,[39] com validade a partir de 1 de junho de 2022;
- Possibilidade de falsificação e clonagem: em agosto de 2019 foram encontrados anúncios de réplicas da placa Mercosul no website de e-commerce Mercado Livre, com as versões mais baratas em PVC e as mais caras em alumínio, material idêntico ao das placas legítimas. A página informou que já havia retirado os anúncios, uma vez que se trata de produto ilegal, sem a chancela das autoridades competentes. O Detran do Rio de Janeiro informa que já detectou alguns casos de placas clonadas e falsificadas.[123]
- Problemas no credenciamento de fabricantes e estampadores: suspeitas de manipulação no processo de credenciamento fizeram com que o Tribunal de Justiça do Rio Grande do Norte impusesse ao Detran desse estado a anulação do credenciamento dos fabricantes e estampadores e fizesse novo credenciamento, com base nas regras estabelecidas nacionalmente;[124]
- Uso de bandeiras estaduais e brasões municipais nas placas: diferentemente do que foi feito na Argentina e no Uruguai, países que seguiram à risca as instruções da Resolução 33/2014 do Mercosul, na qual a única indicação geográfica existente é a do país membro,[22] no Brasil foram colocados na parte direita da placa as bandeiras estaduais e brasões de armas municipais, o que foge ao propósito de "placa padrão do Mercosul".[125] Após os questionamentos, em 28 de novembro de 2018, o Ministério das Cidades informou que tal uso não estará mais presente nas novas placas, com o objetivo de reduzir custos aos usuários (uma vez que não haverá mais troca de tarjetas - como no sistema anterior - nem de indicativos de localidade adesivados - como ocorreu nos emplacamentos do sistema Mercosul entre setembro e o início de dezembro de 2018) e evitar falsificações.[88] Tal característica foi eliminada com a Resolução 748.[1]

## Sequências
Quando da introdução do sistema nacional baseado no Registro Nacional de Veículos Automotores (RENAVAM), o Detran de cada unidade federativa - os 26 estados e o Distrito Federal - recebeu uma sequência com determinado grupo de três letras até outro grupo de três letras para registrar os veículos dentro de sua área de atuação. Quando determinada sequência de combinações fica próxima ao esgotamento, o Denatran passou a liberar novas combinações para a unidade federativa com essa necessidade. No sistema original, com emissão de combinações de 1990 a 2020 e com formato ABC•1234, as sequências numéricas iam de 0001 a 9999; no sistema vigente (PIV ou "padrão Mercosul), conforme a tabela de correspondência,. a segunda sequência passou a ser alfanumérica, indo de 0A01 a 9J99 Nos termos do item 2 do Anexo II da Resolução 780, no antepenúltimo caractere será usada inicialmente apenas a faixa de letras de A a J para garantir a convivência e a correspondência entre os sistemas anterior e e atual.

### Distribuição de sequências por ordem alfabética
Séries por unidade federativa atualizado em fevereiro de 2025 (todas as sequências se iniciam em 0A01 e terminam em 9J99):
| Combinação alfanumérica | Unidade federativa | Sequência | Utilizada desde |
| ----------------------- | ------------------ | --------- | --------------- |
| BFA a GKI               | São Paulo          | 1.ª       | 07/1991         |

### Distribuição vertical das combinações alfabéticas
Séries por unidade federativa (UF), atualizado em janeiro de 2025:
Observações
- A sequência SAV·0001 a SAV·1000 foi disponibilizada em São Paulo de forma parcial, até o número 1000 e não até 9999 como ocorreu nas demais distribuições de combinações alfabéticas sequenciais e o estado só utilizou algumas das combinações. Posteriormente, a série foi atribuída ao CE.
- A sequência RIO0A01 a RIO9J99 foi disponibilizada no estado do Rio de Janeiro a partir de setembro de 2018 como forma de homenagear o estado pioneiro na implantação do sistema de placas Mercosul.[129]